# Bergholtzzell
Bergholtzzell település Franciaországban, Haut-Rhin megyében. Lakosainak száma 390 fő (2022. január 1.). Bergholtzzell Guebwiller, Bergholtz, Orschwihr és Buhl községekkel határos.

## Népesség
A település népességének változása:
| Lakosok száma | 450  | 443  | 455  | 433  | 427  | 424  | 413  | 401  | 390  |
|               | 2013 | 2015 | 2016 | 2017 | 2018 | 2019 | 2020 | 2021 | 2022 |